# Menhir de Bellevue
Le menhir de Bellevue est un menhir situé sur la commune de Moëlan-sur-Mer, dans le département du Finistère en France.

## Historique
Il est classé au titre des monuments historiques par arrêté du 14 mars 1977.

## Description
Le menhir est un bloc de granite rose d'origine locale. Il mesure 4 m de hauteur et son épaisseur varie de 0,75 m à l'ouest jusqu'à 1,90 m au sud. Une dalle plate, percée à son sommet d'un trou, est visible à environ 10 m en amont. 
Une cachette contenant 80 haches en bronze à douille fut découverte lors de travaux de réfection de la route à la fin du XIXe siècle à proximité sous une pierre.